# Torneo Apertura de la Primera División Amateur 2024
El Torneo Apertura 2024 fue el primer certamen del 108.º torneo de la Primera División Amateur 2024 organizado por la AUF, correspondiente al año 2024.

### Forma de disputa
El Torneo Apertura se disputará en cinco series en régimen a dos ruedas todos contra todos, de acuerdo al fixture sorteado, y al régimen de calendarios de partidos que consta como anexo.
Teniendo presente que en las Series A, B, C y D, se encuentra un número de equipos impar, se cruzarán los equipos disponibles (que no tuvieron partido fijado con rivales de la misma serie), de tal manera que el disponible de la Serie A jugará con el disponible de la Serie B, mientras que por otro lado se cruzarán los equipos disponibles de la Serie C y D. En la primera rueda serán locatarios (en los cruces disponibles), los equipos que integran la Serie A y la Serie C, siendo que en la segunda rueda serán locatarios los equipos que integran la Serie B y Serie D. Los puntos, goles y demás incidencias de dichos cruces, serán computados en ambas series según corresponda cada club.

### Información general
| Equipo             | Ciudad           | Estadio de localía              | Capacidad | Fundación                | Temporadas | Temp. Consecutivas | Títulos | Indumentaria    | Forma jurídica | 2023         |
| ------------------ | ---------------- | ------------------------------- | --------- | ------------------------ | ---------- | ------------------ | ------- | --------------- | -------------- | ------------ |
| Alto Perú          | Montevideo       | Víctor Della Valle              | 2.500     | 1 de mayo de 1940        | 53         | 28                 | 1       | Mgr Sport       | AC             | 22°          |
| Artigas            | Artigas          | Matías González                 | 7.000     | 18 de marzo de 1927      | 32         | 10                 | 3       | Borac           | SAD            | 14°          |
| Basáñez            | Montevideo       | La Bombonera                    | 2.000     | 1 de abril de 1920       | 35         | 14                 | 1       | Mgr Sport       | AC             | 3°           |
| Bella Italia       | Montevideo       | Estadio Complejo Rentistas      | 8.232     | 20 de junio de 1984      | 5          | 2                  | –       | Mgr Sport       | SAD            | 4°           |
| Bella Vista        | Montevideo       | José Nasazzi                    | 5.002     | 4 de octubre de 1920     | 9          | 1                  | 3       | Starbade        | AC             |              |
| Canadian           | Montevideo       | Parque Palermo                  | 4.072     | 14 de febrero de 2011    | 9          | 7                  | 1       | Kelme           | AC             | 12°          |
| Central Español    | Montevideo       | Parque Palermo                  | 4.072     | 5 de enero de 1905       | 2          | 2                  | –       | Starbade        | SAD            | 7°           |
| Deportivo Colonia  | Juan Lacaze      | Miguel Campomar                 | 2.500     | 16 de octubre de 1999    | 4          | 4                  | –       | Mgr Sport       | SAD            | 16°          |
| Deportivo Italiano | Montevideo       | Víctor Della Valle              | 2.500     | 20 de septiembre de 1999 | 7          | 3                  | –       | FANÁTICOS       | SAD            | 9°           |
| Durazno            | Durazno          | Cr.José Pedro Damiani           | 8.000     | 22 de noviembre de 2005  | 3          | 3                  | –       | Borac           | SAD            | 8°           |
| Frontera Rivera    | Rivera           | Atilio Paiva Olivera            | 27.135    | 15 de enero de 1998      | 1          | 1                  | –       | Diaza           | SAD            | No participó |
| Huracán            | Montevideo       | Estadio Luis Tróccoli           | 25.000    | 1 de agosto de 1954      | 30         | 7                  | 3       | Mgr Sport       | AC             | 19°          |
| Huracán Buceo      | Montevideo       | Parque Huracán                  | 3.084     | 15 de marzo de 1937      | 20         | 8                  | 1       | MAXPE Sport     | AC             | 15°          |
| Lito               | Montevideo       | Parque ANCAP                    | 1.500     | 24 de julio de 1917      | 7          | 1                  | 1       | Mgr Sport       | AC             |              |
| Los Halcones       | Montevideo       | Parque Huracán                  | 3.084     | 20 de noviembre de 2013  | 10         | 10                 | –       | Breus           | AC             | 23°          |
| Mar de Fondo       | Montevideo       | Estadio Complejo Rentistas      | 8.232     | 25 de agosto de 1934     | 37         | 6                  | 4       | Mgr Sport       | SAD            | 17°          |
| Parque del Plata   | Parque del Plata | Parque El Balneario             | 2.000     | 25 de mayo de 1948       | 36         | 8                  | –       | KDY             | SAD            | 24°          |
| Paysandú           | Paysandú         | Ciudad Deportiva Paysandú F. C. | 1.000     | 7 de marzo de 2003       | 4          | 4                  | –       | Kelme           | SAD            | 20°          |
| Platense           | Montevideo       | Estadio Complejo Rentistas      | 8.232     | 1 de mayo de 1935        | 60         | 16                 | 4       | Mgr Sport       | AC             | 10°          |
| Potencia           | Montevideo       | José Nasazzi                    | 5.002     | 13 de febrero de 2001    | 13         | 1                  | –       | Umbro           | AC             |              |
| Rocha              | Rocha            | Dr. Mario Sobrero               | 5.552     | 1 de agosto de 1999      | 6          | 3                  | 1       | Mgr Sport       | SAD            | 5°           |
| Salto              | Salto            | Juan José Vispo Mari            | 4.000     | 19 de noviembre de 2002  | 4          | 4                  | –       | Kelme           | SAD            | 21°          |
| Salus              | Montevideo       | Parque ANCAP                    | 1.500     | 10 de abril de 1928      | 30         | 13                 | 2       | One Shot        | SAD            | 13°          |
| Terremoto          | Montevideo       | Cr.José Pedro Damiani           | 8.000     | 28 de febrero de 2009    | 3          | 2                  | –       | Under Armour    | SAD            | 18°          |
| Villa Española     | Montevideo       | Obdulio Varela                  | 3.000     | 18 de agosto de 1940     | 25         | 2                  | 5       | Mgr Sport       | AC             | 6°           |
| Villa Teresa       | Montevideo       | Estadio Luis Tróccoli           | 25.000    | 1 de junio de 1941       | 27         | 3                  | 3       | RIBA Sportswear | AC             | 11°          |

## Grupos
| Serie A         | Serie B          | Serie C            | Serie D      | Serie E           |
| --------------- | ---------------- | ------------------ | ------------ | ----------------- |
| Paysandú        | Artigas          | Frontera Rivera    | Salto        | Rocha             |
| Terremoto       | Platense         | Basáñez            | Villa Teresa | Deportivo Colonia |
| Bella Italia    | Parque del Plata | Deportivo Italiano | Mar de Fondo | Huracán           |
| Central Español | Villa Española   | Huracán Buceo      | Canadian     | Los Halcones      |
| Bella Vista     | Salus            | Alto Perú          | Lito         | Durazno           |
|                 |                  |                    |              | Potencia          |

### Torneo Apertura

#### Serie A
| Pos. | Equipo          | Pts. | PJ | G | E | P | GF | GC | Dif. |  |
| ---- | --------------- | ---- | -- | - | - | - | -- | -- | ---- |  |
| 1    | Bella Vista     | 20   | 10 | 6 | 2 | 2 | 15 | 8  | +7   |  |
| 2    | Central Español | 17   | 10 | 4 | 5 | 1 | 12 | 8  | +4   |  |
| 3    | Bella Italia    | 15   | 10 | 4 | 3 | 3 | 15 | 8  | +7   |  |
| 4    | Terremoto       | 12   | 10 | 3 | 3 | 4 | 17 | 17 | 0    |  |
| 5    | Paysandú        | 12   | 10 | 3 | 3 | 4 | 10 | 13 | −3   |  |

Actualizado a los partidos jugados el 8 de septiembre de 2024.
 Fuente: AUF
```

```

#### Serie B
| Pos. | Equipo           | Pts. | PJ | G | E | P | GF | GC | Dif. |  |
| ---- | ---------------- | ---- | -- | - | - | - | -- | -- | ---- |  |
| 1    | Villa Española   | 21   | 10 | 6 | 3 | 1 | 20 | 7  | +13  |  |
| 2    | Artigas          | 20   | 10 | 6 | 2 | 2 | 24 | 6  | +18  |  |
| 3    | Salus            | 7    | 10 | 1 | 4 | 5 | 3  | 15 | −12  |  |
| 4    | Parque del Plata | 6    | 10 | 1 | 3 | 6 | 3  | 21 | −18  |  |
| 5    | Platense         | 5    | 10 | 1 | 2 | 7 | 6  | 22 | −16  |  |

Actualizado a los partidos jugados el 8 de Setiembre de 2024.
 Fuente: AUF

#### Serie C
| Pos. | Equipo             | Pts. | PJ | G | E | P | GF | GC | Dif. |  |
| ---- | ------------------ | ---- | -- | - | - | - | -- | -- | ---- |  |
| 1    | Frontera Rivera    | 20   | 10 | 6 | 2 | 2 | 22 | 4  | +18  |  |
| 2    | Basáñez            | 14   | 10 | 4 | 2 | 4 | 9  | 15 | −6   |  |
| 3    | Deportivo Italiano | 12   | 10 | 3 | 3 | 4 | 14 | 8  | +6   |  |
| 4    | Huracán Buceo      | 12   | 10 | 3 | 3 | 4 | 8  | 10 | −2   |  |
| 5    | Alto Perú          | 4    | 10 | 1 | 1 | 8 | 3  | 30 | −27  |  |

Actualizado a los partidos jugados el 8 de Setiembre de 2024.
 Fuente: AUF

#### Serie D
| Pos. | Equipo       | Pts. | PJ | G | E | P | GF | GC | Dif. |  |
| ---- | ------------ | ---- | -- | - | - | - | -- | -- | ---- |  |
| 1    | Villa Teresa | 20   | 10 | 5 | 5 | 0 | 13 | 3  | +10  |  |
| 2    | Lito         | 19   | 10 | 6 | 1 | 3 | 16 | 8  | +8   |  |
| 3    | Mar de Fondo | 16   | 10 | 4 | 4 | 2 | 12 | 6  | +6   |  |
| 4    | Salto        | 13   | 10 | 3 | 4 | 3 | 8  | 8  | 0    |  |
| 5    | Canadian     | 6    | 10 | 1 | 3 | 6 | 4  | 17 | −13  |  |

Actualizado a los partidos jugados el 8 de Setiembre de 2024.
 Fuente: AUF

#### Serie E
| Pos. | Equipo            | Pts. | PJ | G | E | P | GF | GC | Dif. |  |
| ---- | ----------------- | ---- | -- | - | - | - | -- | -- | ---- |  |
| 1    | Deportivo Colonia | 24   | 10 | 7 | 3 | 0 | 18 | 1  | +17  |  |
| 2    | Durazno           | 23   | 10 | 7 | 2 | 1 | 17 | 5  | +12  |  |
| 3    | Rocha             | 15   | 10 | 4 | 3 | 3 | 13 | 12 | +1   |  |
| 4    | Potencia          | 8    | 10 | 2 | 2 | 6 | 8  | 13 | −5   |  |
| 5    | Huracán           | 6    | 10 | 1 | 3 | 6 | 7  | 18 | −11  |  |
| 6    | Los Halcones      | 6    | 10 | 1 | 3 | 6 | 8  | 23 | −15  |  |

Actualizado a los partidos jugados el 8 de Setiembre de 2024.
 Fuente: AUF
|  | En zona de clasificación a la definición y al Torneo Clausura 2024. |
|  | En zona de clasificación al Torneo Clausura 2024.                   |
|  | En zona de eliminación de la Temporada 2024.                        |

### Resultados
- Los horarios corresponden al huso horario de Uruguay: (UTC-3).

|  | Partidos de InterSerie |

| A   | Bella Vista               | 2:1 | Bella Italia       | Estadio José Nasazzi           | 22 de junio | 11:00 | Anibal Vogrinic  |
| B   | Salus FC                  | 0:0 | Parque del Plata   | Parque ANCAP                   | 22 de junio | 11:00 | Rodrigo Navia    |
| E   | Durazno FC                | 4:2 | Huracán FC         | Estadio Cr. José Pedro Damiani | 22 de junio | 14:30 | Augusto Olmos    |
| E   | Rocha FC                  | 0:0 | Deportivo Colonia  | Estadio Mario Sobrero          | 22 de junio | 15:00 | Nicolas Salinas  |
| D   | Lito                      | 0:1 | Mar de Fondo       | Parque ANCAP                   | 22 de junio | 15:00 | Fernando Silva   |
| C-D | Huracán Buceo             | 0:1 | Canadian SC        | Parque Huracán                 | 22 de junio | 15:00 | Carlos Garcilazo |
| B   | Artigas                   | 3:2 | Platense           | Estadio Matías González        | 22 de junio | 16:00 | Fernando Ledesma |
| C   | Frontera Rivera Renegades | 5:0 | Basáñez            | Estadio Atilio Paiva Olivera   | 22 de junio | 19:00 | Marcio Sierra    |
| A-B | Central Español           | 1:1 | Villa Española     | Parque Palermo                 | 22 de junio | 20:30 | Mauricio Roldan  |
| C   | Alto Perú                 | 0:2 | Deportivo Italiano | Parque Palermo                 | 23 de junio | 09:45 | Mathias Espinosa |
| D   | Salto FC                  | 1:1 | Villa Teresa       | Estadio Ernesto Dickinson      | 23 de junio | 11:00 | Roberto Corrales |
| A   | Paysandú FC               | 2:2 | Terremoto          | Ciudad Deportiva de Paysandú   | 23 de junio | 15:00 | Felipe Vikonis   |
| E   | Potencia                  | 2:2 | Los Halcones       | Estadio José Nasazzi           | 24 de junio | 09:45 | Sebastian Diaz   |

| B   | Villa Española  | 0:1 | Parque del Plata  | Obdulio Varela       | 6 de julio | 10:00 | Gonzalo Lopez      |
| B   | Platense        | 0:1 | Salus FC          | Complejo Rentistas   | 6 de julio | 14:00 | Adrian Pereira     |
| D   | Villa Teresa    | 1:0 | Lito              | Luis Troccoli        | 6 de julio | 15:00 | Martin Grecco      |
| A   | Terremoto       | 3:4 | Bella Vista       | Jose Pedro Damiani   | 6 de julio | 15:00 | Sebastian Gonzalez |
| A-B | Paysandú SAD    | 1:1 | Artigas           | CD Paysandu          | 6 de julio | 15:00 | Javier Gonzalez    |
| C   | Huracan Buceo   | 3:1 | Dep. Italiano     | Parque Huracán       | 6 de julio | 15:00 | Ignacio Donato     |
| E   | Rocha           | 2:1 | Potencia          | Mario Sobrero        | 6 de julio | 15:00 | Alexander Pulido   |
| D   | Canadian        | 1:4 | Mar de Fondo      | Parque Palermo       | 6 de julio | 19:30 | Federico Rio       |
| C   | Basáñez         | 2:1 | Alto Perú         | Parque Palermo       | 7 de julio | 10:00 | Silvia Rios        |
| E   | Los Halcones    | 1:1 | Huracán FC        | Parque Huracán       | 7 de julio | 11:00 | Jonathan De Leon   |
| E   | Dep. Colonia    | 0:0 | Durazno           | Alberto Suppici      | 7 de julio | 15:00 | Elias Lorenzo      |
| A   | Central Español | 1:1 | Spo. Bella Italia | Parque Palermo       | 7 de julio | 15:00 | Gonzalo Perez      |
| C-D | Frontera Rivera | 0:1 | Salto             | Atilio Paiva Olivera | 7 de julio | 15:00 | Diego Nisivoccia   |

| C-D | Basáñez          | 0:3 | Villa Teresa    | Parque Palermo           | 13 de julio | 10:00 | Anibal Vogrinic  |
| A   | Bella Vista      | 1:1 | Central Español | Estadio José Nasazzi     | 13 de julio | 11:00 | Felipe Vikonis   |
| B   | Salus            | 2:3 | Villa Española  | Parque Ancap             | 13 de julio | 11:00 | Mathias Espinosa |
| D   | Lito             | 2:1 | Canadian        | Parque Ancap             | 13 de julio | 15:00 | Nicolas Salinas  |
| E   | Dep Colonia      | 3:1 | Potencia        | Alberto Suppici          | 13 de julio | 15:00 | Ignacio Gonzalez |
| B   | Parque del Plata | 0:1 | Artigas         | Estadio Parque del Plata | 13 de julio | 15:00 | Nicolas Vignolo  |
| A-B | Terremoto        | 2:0 | Platense        | José Pedro Damiani       | 13 de julio | 15:00 | Nadia Fuques     |
| E   | Huracán FC       | 1:3 | Rocha FC        | Estadio Luis Troccoli    | 13 de julio | 15:00 | Roberto Corrales |
| A   | Spo Bella Italia | 1:2 | Paysandu SAD    | Complejo Rentistas       | 13 de julio | 15:00 | Rodrigo Navia    |
| C   | Dep Italiano     | 0:0 | Frontera Rivera | Complejo Rentistas       | 13 de julio | 19:00 | Martin Grecco    |
| E   | Durazno          | 5:0 | Los Halcones FC | José Pedro Damiani       | 14 de julio | 10:00 | Mauricio Roldan  |
| C   | Alto Perú        | 0:1 | Huracán Buceo   | Complejo Rentistas       | 14 de julio | 12:00 | Fernando Silva   |
| D   | Mar de Fondo     | 1:1 | Salto FC        | Complejo Rentistas       | 14 de julio | 15:00 | Marcio Sierra    |

| A-B | Bella Vista           | 0:0 | Salus             | Jose Nasazzi              | 20 de Julio | 11:00 | Ignacio González   |
| E   | Potencia              | 0:1 | Durazno           | Jose Nasazzi              | 20 de Julio | 14:30 | Diego Nisivoccia   |
| B   | Parque del Plata      | 1:2 | Platense          | Parque del Plata          | 20 de Julio | 15:00 | Jonathan de León   |
| D   | Mar de Fondo          | 0:1 | Villa Teresa      | Complejo Rentistas        | 20 de Julio | 15:00 | Gonzalo Pérez      |
| E   | Rocha                 | 2:0 | Los Halcones      | Mario Sobrero             | 20 de Julio | 15:00 | Gonzalo López      |
| E   | Huracán FC            | 0:2 | Deportivo Colonia | Luis Troccoli             | 20 de Julio | 15:00 | Nadia Fuques       |
| B   | Artigas               | 1:1 | Villa Española    | Matias Gonzalez           | 20 de Julio | 16:00 | Ignacio Donato     |
| C   | Deportivo Italiano    | 2:1 | Basañez           | Complejo Rentistas        | 20 de Julio | 19:30 | Elías Lorenzo      |
| C-D | Alto Peru             | 0:1 | Lito              | Parque Huracán            | 21 de Julio | 10:00 | Federico Río       |
| A   | Paysandu SAD          | 0:1 | Central Español   | Ciudad Deportiva Paysandu | 21 de Julio | 11:00 | Adrián Pereira     |
| A   | Sportivo Bella Italia | 2:0 | Terremoto         | Complejo Rentistas        | 21 de Julio | 15:00 | Augusto OLmos      |
| C   | Frontera Rivera       | 4:1 | Huracán Buceo     | Atilio Paiva Olivera      | 21 de Julio | 15:00 | Sebastián González |
| D   | Salto                 | 0:0 | Canadian          | Juan Jose Vispo Mari      | 21 de Julio | 15:00 | Sebastián Díaz     |

| E   | Potencia           | 0:0 | Huracán F.C.              | Estadio José Nasazzi | 27 de Julio | 13:30 | Felipe Vikonis   |
| B   | Salus              | 0:2 | Artigas                   | Parque Ancap         | 27 de Julio | 15:00 | Nicolás Salinas  |
| A-B | Bella Italia       | 2:0 | Parque del Plata          | Complejo Rentistas   | 27 de Julio | 15:00 | Fernando Silva   |
| C   | Huracán Buceo      | 0:0 | Basañez                   | Parque Huracán       | 27 de Julio | 15:00 | Martín Grecco    |
| E   | Durazno            | 1:1 | Rocha                     | Jose Pedro Damiani   | 27 de Julio | 15:00 | Ignacio Donato   |
| D   | Canadian           | 1:1 | Villa Teresa              | Parque Palermo       | 27 de Julio | 20:30 | Silvia Ríos      |
| A   | Central Español    | 1:4 | Terremoto                 | Parque Palermo       | 28 de Julio | 10:00 | Marcio Sierra    |
| C   | Alto Peru          | 0:5 | Frontera Rivera Renegades | Parque Huracán       | 28 de Julio | 10:00 | Javier González  |
| B   | Villa Española     | 2:0 | Platense                  | Obdulio Varela       | 28 de Julio | 10:00 | Nicolás Vignolo  |
| C-D | Deportivo Italiano | 1:1 | Mar de Fondo              | Victor Della Valle   | 28 de Julio | 11:00 | Anibal Vogrinic  |
| A   | Bella Vista        | 2:1 | Paysandu SAD              | Estadio José Nasazzi | 28 de Julio | 15:00 | Jonathan de León |
| D   | Lito               | 0:3 | Salto                     | Parque Ancap         | 28 de Julio | 15:00 | Rodrigo Navia    |
| E   | Los Halcones       | 0:1 | Deportivo Colonia         | Parque Huracán       | 28 de Julio | 15:00 | Alexander Pulido |

| C   | Basáñez            | 0:0 | Frontera Rivera | Parque Palermo           | 3 de Agosto | 10:00 | Gonzalo López    |
| D   | Mar de Fondo       | 0:1 | Lito            | Jose Pedro Damiani       | 3 de Agosto | 10:00 | Ignacio González |
| E   | Huracán F.C.       | 0:3 | Durazno FC      | Estadio Luis Troccoli    | 3 de Agosto | 10:00 | Federico Río     |
| B   | Platense           | 0:6 | Artigas         | Complejo Rentistas       | 3 de Agosto | 10:00 | Augusto Olmos    |
| E   | Los Halcones       | 0:2 | Potencia        | Parque Huracán           | 3 de Agosto | 15:00 | Gonzalo Pérez    |
| A   | Bella Italia       | 1:0 | Bella Vista     | Complejo Rentistas       | 3 de Agosto | 15:00 | Roberto Corrales |
| A   | Terremoto          | 2:2 | Paysandu SAD    | Jose Pedro Damiani       | 3 de Agosto | 15:00 | Mauricio Roldán  |
| D   | Villa Teresa       | 0:0 | Salto           | Jose Pedro Damiani       | 3 de Agosto | 15:00 | Elías Lorenzo    |
| C   | Deportivo Italiano | 5:0 | Alto Peru       | Parque Ancap             | 3 de Agosto | 15:00 | Sebastián Díaz   |
| C-D | Canadian           | 0:2 | Huracan Buceo   | Parque Palermo           | 3 de Agosto | 20:00 | Mathías Espinosa |
| A-B | Villa Española     | 1:1 | Central Español | Estadio Obdulio Varela   | 4 de Agosto | 10:00 | Diego Nisivoccia |
| E   | Deportivo Colonia  | 3:0 | Rocha           | Estadio Alberto Suppici  | 4 de Agosto | 15:00 | Carlos Garcilazo |
| B   | Parque del Plata   | 0:0 | Salus           | Estadio Parque del Plata | 5 de Agosto | 11:00 | Nadia Fuques     |

| B   | Salus              | 0:0 | Platense                  | Parque Ancap         | 10 de Agosto | 10:00 | Anibal Vogrinic    |
| A   | Bella Vista        | 1:0 | Terremoto                 | Jose Nassazi         | 10 de Agosto | 11:00 | Ignacio Donato     |
| B   | Parque del Plata   | 0:3 | Villa Española            | Parque del Plata     | 10 de Agosto | 14:30 | Javier Gonzalez    |
| A   | Bella Italia       | 1:1 | Central Español           | Complejo Rentistas   | 10 de Agosto | 15:00 | Gonzalo Lopez      |
| A-B | Artigas            | 0:1 | Paysandu SAD              | Matias Gonzalez      | 10 de Agosto | 15:00 | Marcio Sierra      |
| E   | Huracán FC         | 1:2 | Los Halcones              | Parque Ancap         | 10 de Agosto | 15:00 | Martin Grecco      |
| D   | Lito               | 1:1 | Villa Teresa              | Jose Nasazzi         | 10 de Agosto | 15:30 | Sebastian Gonzalez |
| C   | Deportivo Italiano | 0:0 | Huracán Buceo             | Parque Palermo       | 11 de Agosto | 10:00 | Alexander Pulido   |
| C   | Alto Peru          | 1:3 | Basañez                   | Parque Huracán       | 11 de Agosto | 10:00 | Adrian Pereira     |
| D   | Mar de Fondo       | 0:0 | Canadian                  | Jose Pedro Damiani   | 11 de Agosto | 10:00 | Augusto Olmos      |
| E   | Durazno FC         | 0:1 | Deportivo Colonia         | Jose Pedro Damiani   | 11 de Agosto | 15:00 | Mathias Espinosa   |
| E   | Potencia           | 2:0 | Rocha                     | Parque Ancap         | 11 de Agosto | 15:00 | Fernando Silva     |
| C-D | Salto              | 0:2 | Frontera Rivera Renegades | Juan Jose Vispo Mari | 11 de Agosto | 15:00 | Silvia Rios        |

| A-B | Platense                  | 1:3 | Terremoto          | Parque Ancap         | 17 de Agosto | 10:00 | Gonzalo Perez    |
| C-D | Villa Teresa              | 2:0 | Basañez            | Luis Troccoli        | 17 de Agosto | 15:00 | Federico Rio     |
| B   | Villa Española            | 4:0 | Salus              | Obdulio Varela       | 17 de Agosto | 15:00 | Carlos Garcilazo |
| B   | Artigas                   | 6:0 | Parque del Plata   | Matias Gonzalez      | 17 de Agosto | 15:00 | Felipe Vikonis   |
| C   | Huracán Buceo             | 0:0 | Alto Peru          | Parque Huracán       | 17 de Agosto | 15:00 | Nicolas Vignolo  |
| E   | Rocha                     | 3:1 | Huracán FC         | Mario Sobrero        | 17 de Agosto | 15:00 | Rodrigo Navia    |
| E   | Potencia                  | 0:3 | Deportivo Colonia  | Parque Ancap         | 17 de Agosto | 15:00 | Mauricio Roldan  |
| A   | Paysandu SAD              | 2:0 | Bella Italia       | CDPaysandu           | 17 de Agosto | 19:00 | Nadia Fuques     |
| E   | Los Halcones              | 1:2 | Durazno            | Parque Ancap         | 18 de Agosto | 10:00 | Ignacio Gonzalez |
| D   | Canadian                  | 0:3 | Lito               | Parque Palermo       | 18 de Agosto | 10:00 | Elias Lorenzo    |
| C   | Frontera Rivera Renegades | 0:2 | Deportivo Italiano | Atilio Paiva Olivera | 18 de Agosto | 15:00 | Nicolas Salinas  |
| D   | Salto                     | 0:3 | Mar de Fondo       | Juan Jose Vispo Mari | 18 de Agosto | 15:00 | Jonathan de Leon |
| A   | Central Español           | 1:0 | Bella Vista        | Parque Palermo       | 18 de Agosto | 20:30 | Fernando Ledesma |

| E   | Durazno           | 1:0 | Potencia                  | Cr Jose Pedro Damiani | 23 de Agosto | 09:30 | Marcio Sierra      |
| A-B | Salus             | 0:3 | Bella Vista               | Parque Ancap          | 24 de Agosto | 10:00 | Gonzalo Perez      |
| C   | Basañez           | 1:0 | Deportivo Italiano        | Complejo Rentistas    | 24 de Agosto | 10:00 | Augusto Olmos      |
| D   | Canadian          | 0:2 | Salto                     | Obdulio Varela        | 24 de Agosto | 10:00 | Fernando Silva     |
| C-D | Lito              | 7:1 | Alto Peru                 | Jose Nasazzi          | 24 de Agosto | 11:00 | Alexander Pulido   |
| E   | Deportivo Colonia | 0:0 | Huracán FC                | Juan Gaspar Prandi    | 24 de Agosto | 14:00 | Sebastian Gonzalez |
| A   | Central Español   | 2:0 | Paysandu SAD              | Parque Palermo        | 24 de Agosto | 15:00 | Martin Grecco      |
| B   | Villa Española    | 2:1 | Artigas                   | Obdulio Varela        | 24 de Agosto | 15:00 | Silvia Rios        |
| C   | Huracán Buceo     | 0:2 | Frontera Rivera Renegades | Parque Huracán        | 24 de Agosto | 15:00 | Sebastian Diaz     |
| E   | Los Halcones      | 2:2 | Rocha                     | Parque Ancap          | 24 de Agosto | 15:00 | Anibal Vogrinic    |
| A   | Terremoto         | 1:1 | Bella Italia              | Jose Pedro Damiani    | 24 de Agosto | 15:00 | Mathias Espinosa   |
| D   | Villa Teresa      | 0:0 | Mar de Fondo              | Jose Pedro Damiani    | 24 de Agosto | 19:00 | Javier Gonzalez    |
| B   | Platense          | 1:1 | Parque del Plata          | Complejo Rentistas    | 24 de Agosto | 20:00 | Roberto Corrales   |

| E   | Deportivo Colonia         | 5:0 | Los Halcones       | Campus Alberto Suppici | 14:00 | 7 de setiembre | Rodrigo Navia    |
| A-B | Parque del Plata          | 0:6 | Bella Italia       | Parque del Plata       | 14:30 | 7 de setiembre | Ignacio Gonzalez |
| A   | Paysandu SAD              | 0:2 | Bella Vista        | CDPaysandu             | 15:00 | 7 de setiembre | Federico Rio     |
| B   | Artigas                   | 3:0 | Salus              | Matias Gonzalez        | 15:00 | 7 de setiembre | Mauricio Roldan  |
| C   | Basañez                   | 2:1 | Huracán Buceo      | Parque Palermo         | 15:00 | 7 de setiembre | Fernando Ledesma |
| E   | Rocha                     | 0:1 | Durazno            | Mario Sobrero          | 15:00 | 7 de setiembre | Felipe Vikonis   |
| D   | Salto                     | 0:1 | Lito               | Juan Jose Vispo Mari   | 15:30 | 7 de setiembre | Gonzalo Lopez    |
| C-D | Mar de Fondo              | 2:1 | Deportivo Italiano | Cr Jose Pedro Damiani  | 09:00 | 8 de Setiembre | Diego Nisivoccia |
| B   | Platense                  | 0:3 | Villa Española     | Parque Ancap           | 10:00 | 8 de Setiembre | Elias Lorenzo    |
| C   | Vila Teresa               | 3:0 | Canadian           | Luis Troccoli          | 10:00 | 8 de Setiembre | Jonathan De Leon |
| E   | Huracan FC                | 1:0 | Potencia           | Luis Troccoli          | 15:00 | 8 de Setiembre | Adrian Pereira   |
| C   | Frontera Rivera Renegades | 4:0 | Alto Peru          | Atilio Paiva Olivera   | 15:00 | 8 de Setiembre | Carlos Garcilazo |
| A   | Terremoto                 | 0:3 | Central Español    | Cr Jose Pedro Damiani  | 19:00 | 8 de Setiembre | Nicolas Vignolo  |

## Definición del Torneo Apertura

#### Playoff
|  | Semifinales | Semifinales       | Semifinales    |                |                   | Final             | Final | Final |  |
|  |             |                   |                |                |                   |                   |       |       |  |
|  |             |                   |                |                |                   |                   |       |       |  |
|  | 1           | Deportivo Colonia | 1              |                |                   |                   |       |       |  |
|  | 1           | Deportivo Colonia | 1              |                |                   |                   |       |       |  |
|  | 4           | Frontera Rivera   | 0              |                |                   |                   |       |       |  |
|  | 4           | Frontera Rivera   | 0              |                | Deportivo Colonia | Deportivo Colonia | 2 (4) |       |  |
|  |             |                   |                |                | Deportivo Colonia | Deportivo Colonia | 2 (4) |       |  |
|  |             |                   | Villa Española | Villa Española | 2 (5)             |                   |       |       |  |
|  | 2           | Villa Española    | Villa Española | Villa Española | 2 (5)             | 0 (3)             |       |       |  |
|  | 2           | Villa Española    |                |                |                   | 0 (3)             |       |       |  |
|  | 3           | Villa Teresa      | 0 (2)          |                |                   |                   |       |       |  |
|  | 3           | Villa Teresa      | 0 (2)          |                |                   |                   |       |       |  |
|  |             |                   |                |                |                   |                   |       |       |  |

#### Semifinales
| 30 de septiembre de 2024 | Deportivo Colonia | 1:0 | Frontera Rivera | Ciudad Deportiva Paysandú FC, Paysandú |  |

| 30 de septiembre de 2024 | Villa Española | 0:0 (3:2 pen.) | Villa Teresa | Parque Palermo, Montevideo |  |

#### Final
| 6 de octubre de 2024 | Deportivo Colonia | 2:2 (4:5 pen.) | Villa Española | Estadio "Gloria de un Pueblo", Juanicó, Canelones |  |

|                             |
| Villa Española              |
| Campeón del Torneo Apertura |

## Tabla anual al cierre del Torneo Apertura
| Pos. | Equipo             | Pts. | PJ | G | E | P | GF | GC | Dif. |  |
| ---- | ------------------ | ---- | -- | - | - | - | -- | -- | ---- |  |
| 1    | Deportivo Colonia  | 24   | 10 | 7 | 3 | 0 | 18 | 1  | +17  |  |
| 2    | Durazno            | 23   | 10 | 7 | 2 | 1 | 17 | 5  | +12  |  |
| 3    | Villa Española     | 21   | 10 | 6 | 3 | 1 | 20 | 7  | +13  |  |
| 4    | Frontera Rivera    | 20   | 10 | 6 | 2 | 2 | 22 | 4  | +18  |  |
| 5    | Artigas            | 20   | 10 | 6 | 2 | 2 | 24 | 6  | +18  |  |
| 6    | Villa Teresa       | 20   | 10 | 5 | 5 | 0 | 13 | 3  | +10  |  |
| 7    | Bella Vista        | 20   | 10 | 6 | 2 | 2 | 15 | 8  | +7   |  |
| 8    | Lito               | 19   | 10 | 6 | 1 | 3 | 16 | 8  | +8   |  |
| 9    | Central Español    | 17   | 10 | 4 | 5 | 1 | 12 | 8  | +4   |  |
| 10   | Mar de Fondo       | 16   | 10 | 4 | 4 | 2 | 12 | 6  | +6   |  |
| 11   | Bella Italia       | 15   | 10 | 4 | 3 | 3 | 15 | 8  | +7   |  |
| 12   | Rocha              | 15   | 8  | 4 | 3 | 1 | 13 | 12 | +1   |  |
| 13   | Basáñez            | 14   | 10 | 4 | 2 | 4 | 9  | 15 | −6   |  |
| 14   | Salto              | 13   | 10 | 3 | 4 | 3 | 8  | 8  | 0    |  |
| 15   | Deportivo Italiano | 12   | 10 | 3 | 3 | 4 | 14 | 8  | +6   |  |
| 16   | Terremoto          | 13   | 10 | 3 | 4 | 3 | 17 | 17 | 0    |  |
| 17   | Paysandú           | 12   | 10 | 3 | 3 | 4 | 10 | 13 | −3   |  |
| 18   | Huracán Buceo      | 12   | 10 | 3 | 3 | 4 | 8  | 10 | −2   |  |
| 19   | Potencia           | 8    | 10 | 2 | 2 | 6 | 8  | 13 | −5   |  |
| 20   | Salus              | 7    | 10 | 1 | 4 | 5 | 3  | 15 | −12  |  |
| 21   | Canadian           | 6    | 10 | 1 | 3 | 6 | 4  | 17 | −13  |  |
| 22   | Huracán            | 6    | 10 | 1 | 3 | 6 | 7  | 18 | −11  |  |
| 23   | Los Halcones       | 6    | 10 | 1 | 3 | 6 | 8  | 23 | −15  |  |
| 24   | Parque del Plata   | 6    | 10 | 1 | 3 | 6 | 3  | 21 | −18  |  |
| 25   | Platense           | 5    | 10 | 1 | 2 | 7 | 6  | 22 | −16  |  |
| 26   | Alto Perú          | 4    | 10 | 1 | 1 | 8 | 3  | 30 | −27  |  |

Actualizado a los partidos jugados el 8 de Setiembre de 2024.
 Fuente: AUF
Criterios de clasificación: 1) puntos; 2) diferencia de goles; 3) número de goles marcados.
|  | Clasificado a la Copa AUF Uruguay 2024 y al Torneo Clausura. |
|  | Clasificado al Torneo Clausura.                              |

## Estadísticas

### Récords
- Primer gol del Torneo Apertura: Néstor Alvarez de  Bella Italia vs.  Bella Vista (22 de junio de 2024)

- Mayor número de goles marcados en un partido: 8 goles (7–1) en el  Lito vs.  Alto Perú (24 de agosto de 2024)

- Mayor victoria local: 7 goles (7–1) en el  Lito vs.  Alto Perú (24 de agosto de 2024)

- Mayor victoria visitante: 6 goles (0–6) en el  Platense vs.  Artigas (3 de agosto de 2024) (0–6) en el  Parque del Plata vs.  Bella Italia (7 de septiembre de 2024)

- Mayor racha de partidos sin perder: 10  Villa Teresa.

- Mayor racha de partidos sin ganar: 9  Huracán.

- Mayor racha de victorias consecutivas: 6  Deportivo Colonia. [21]

- Mayor racha de derrotas consecutivas: 7  Alto Perú

- Último gol del Torneo Apertura: Agustín Borello de  Central Español vs.  Terremoto (8 de septiembre de 2024)